# Kiribati en los Juegos Olímpicos de Pekín 2008
Kiribati estuvo representado en los Juegos Olímpicos de Pekín 2008 por dos deportistas masculinos que compitieron en dos deportes.
El portador de la bandera en la ceremonia de apertura fue el halterófilo David Katoatau. El equipo olímpico kiribatiano no obtuvo ninguna medalla en estos Juegos.